# 文京区立御茶ノ水女子大学こども園
もしかして
- 文京区立お茶の水女子大学こども園

ではありませんか？